# Higuera de Vargas
Higuera de Vargas est une commune d’Espagne, dans la province de Badajoz, communauté autonome d'Estrémadure.

## Géographie
Le village se trouve dans la vallée de la rivière Alcarrache. Il fait partie de la comarque de Los Llanos de Olivenza.

## Histoire
Higuera de Vargas fut une forteresse de l'ordre du Temple au XIIIe siècle puis a appartenu ensuite au seigneur de Burguillos del Cerro, droit dont il avait hérité de l'ancienne baillie du Temple de Jerez de los Caballeros.

## Monuments
- Château du Coso (es) (El Castillo del Coso) d'origine templière.